# Sexteto (poema)
Sexteto, em uma composição poética, é uma estrofe composta por seis versos.
O sexteto pode ser assim denominado, quando em um poema em arte maior, como na sextina.
Se o sexteto é parte componente de um cordel é chamado de sextilha.